# Kallstroemia
Genre
Kallstroemia est un genre végétal de la famille des Zygophyllaceae.

## Liste d'espèces
Selon ITIS :
- Kallstroemia californica (S. Wats.) Vail
- Kallstroemia grandiflora Torr. ex Gray
- Kallstroemia hirsutissima Vail ex Small
- Kallstroemia maxima (L.) Hook. & Arn.
- Kallstroemia parviflora J.B.S. Norton
- Kallstroemia perennans B.L. Turner
- Kallstroemia pubescens (G. Don) Dandy